# Joan XI de Constantinoble
Joan Vec o Joan Bec o Joan XI de Constantinoble (en llatí Joannes Veccus o Joannes Beccus, en grec antic Bekkos o Bekos Βέκκος, Βέκος, o Βέκων) va ser un eclesiàstic romà d'Orient que ser conegut cap a la part final del segle xiii.
Era cartofílac a la gran església de Constantinoble i va ser elevat al patriarcat de Constantinoble per Miquel VIII Paleòleg l'any 1274 per la seva disposició amistosa a favor de l'església llatina. Inicialment s'oposava als llatins però va canviar a causa dels escrits de Nicèfor Blemmides. Va ser patriarca fins a la mort de l'emperador Miquel l'any 1282, quan el partit nacionalista ortodox va recuperar la seva influència. Llavors va presentar la dimissió (1282 o 1283) i va recuperar la seu patriarcal Josep Galesiotes.
En endavant va ser perseguit pel partit dominant, i va patir exili i presó. Estava empresonat quan va morir el 1298. El seu perseguidor més virulent va ser Jordi de Xipre, patriarca amb el nom de Jordi II.
Va deixar escrites nombroses obres, especialment sobre els punts de discussió entre les esglésies ortodoxa i llatina, entre les quals:
- De pace ecclesiastica
- Sobre la unió i la pau de les esglésies de la vella i nova Roma
- Epigraphes
- Orationes I i II (sobre la seva deposició)
- De libris suis
- Refutació de l'obra de Jordi de Xipre.[2]